# تدمير طبريا في 1660م
وقع دمار طبريا عام 1660 م أثناء الصراع الدرزي على السلطة في منطقة الجليل، في نفس العام الذي وقع فيه تدمير صفد. أدى تدمير الدروز لطبريا إلى هجر الطائفة اليهودية للمدينة، حتى أعاد ظاهر العمر بناؤها في أوائل القرن الثامن عشر. ومع ذلك، عزت الباحثة الإسرائيلية مور ألتشولر تدمير طبريا في 1660 إلى تعرضها لزلزال. ومن الممكن أن يكون الدمار ناجماً أيضاً عن حصيلة كلا الحدثين.

## طبريا خلال القرن السادس عشر
بدأت الممالك الكاثوليك في إنشاء لجان محاكم التفتيش، أثناء توسع الدولة العثمانية على طول الساحل الجنوبي للبحر المتوسط تحت حكم السلطان سليم الأول. مما أدى إلى فرار العديد من الكونفرسوس، (المارانوس أو المورسكيون) واليهود السفرديم إلى الولايات العثمانية وأقاموا في البداية في القسطنطينية، سالونيك، سراييفو، صوفيا والأناضول. ثم شجعهم السلطان على الإقامة في فلسطين. منح السلطان سليمان القانوني حقوق جباية الضرائب في طبريا والقرى المحيطة بها إلى المارانوسية، البرتغالية المولد، دونا غراسيا في 1558. تصورت غراسيا أن تصبح المدينة ملاذاً لليهود وحصلت علي إذن بإقامة حكم ذاتي يهودي هناك. كذلك شجع ابن أخيها، يوسف ناسي، أمير طبريا، اليهود على الاستقرار في المدينة في 1561. وبعد حصوله على فرمان من السلطان، أعاد مع يوسف بن أدروت بناء أسوار المدينة وأسس قاعدة لصناعة المنسوجات الحريرية وزراعة أشجار التوت وحث الحرفيين على الانتقال إلى المدينة. وعندما اعترف السلطان بولاية الأمير فخر الدين المعني الثاني على عربستان من حلب إلى حدود مصر) في 1624، اتخذ الزعيم الدرزي من طبريا عاصمة له.

## تدمير عام 1660
أدى تدمير طبريا على يد الدروز إلى فرار الجالية اليهودية بالكامل. وعلى عكس طبريا، التي أصبحت مهجورة لسنوات عديدة، تعافت مدينة صفد القريبة من الدمار الذي ألحقه العرب بها في نفس العام بسرعة نسبية، فلم تصبح مهجورة بالكامل، وظلت مركزاً يهودياً هاماً في الجليل.

## النتائج المتلاحقة
حصن ظاهر العمر وهو حاكم بدوي في الجليل العثماني، بلدة طبريا في عشرينيات القرن الثامن عشر، كما أبرم اتفاقاً مع القبائل البدوية المجاورة لمنع عمليات الإغارة. وقد شهد ريتشارد بوكوك، الذي زار طبريا في 1738، بناء حصن في شمال المدينة وتحصين الأسوار القديمة وعزا ذلك إلى وجود نزاع مع الباشا (حاكم) دمشق. شُجعّت العائلات اليهودية على الإقامة في طبريا تحت كنف ظاهر العمر. فقد دعا حاخام سميرنا، حاييم أبو العافية، لإعادة لم شمل الجالية اليهودية.